# Golfclub Schloss Ebreichsdorf
Golfclub Schloss Ebreichsdorf is een golfclub in Ebreichsdorf ten zuiden van Wenen, Oostenrijk.

## Het kasteel
Op het landgoed staat een waterkasteel, dat in 1529 door de Turken vernietigd werd, maar dat in de 16de eeuw weer verbouwd werd. In 1639 kwam het kasteel in het bezit van de burgemeester van Wenen, Daniel Moser. In de 18de eeuw ging het bezit over naar de Freiherr Pilati von Thassul. Het gebouw heeft vier vleugels met versterkte torens. De slotgracht dateert uit 1568. Rechts van het kasteel staat een oude katoenfabriek uit het einde van de 18de eeuw. In 1832 werd de fabriek gesloten, het gebouw is nu in gebruik als apotheek.

## Golf
De baan ligt op het landgoed van het slot. In dit licht glooiende parklandschap heeft Keith Preston in 1988 een 18-holesgolfbaan aangelegd. Deze heeft een par van 72.

#### Tourschool
In 2010 kondigde de Europese PGA Tour aan dat zij enkele nieuwe banen gingen gebruiken voor de Tourschool van de tour. Behalve Ebreichsdorf zijn dat Wychwood Park in Crewe, Barbaroux Golf Club in Brignoles en El Valle Golf Resort Polaris World in Murcia.

## Polo
In 1991 werd de Poloclub Schloss Ebreichsdorf opgericht. Het Oostenrijks Polo Open vindt plaats in de maand september en is vijf keer op Ebreichsdorf gespeeld. In september 2010 werd het 8ste Europees Kampioenschap hier georganiseerd. Het Nederlandse team bestond uit Aki van Andel, Maurice van Druten, Edward de Kroes en Pascal Zantman.